# Amerikanischer Aaskäfer
Der Amerikanische Aaskäfer (Necrophila americana) ist eine Art der Aaskäfer (Silphidae). Er ist im östlichen Nordamerika weit verbreitet.

## Merkmale

### Imagines
Die Käfer werden 13 bis 20 Millimeter lang. Die Körperform ist breit oval, wobei der Hinterleib länger ist als die Flügeldecken und diese nach hinten überragt. Der Halsschild (Pronotum) ist elfenbeinfarben bis gelblich, normalerweise mit einem schwarzen zentralen Fleck (Diskalfleck), seine Oberfläche ist sehr fein punktiert bis verrunzelt. Die Deckflügel (Elytren) sind braunschwarz gefärbt, bei den Weibchen im nördlichen Teil des Verbreitungsgebiets typischerweise mit, etwas verlängerten, gelben Spitzen. Sie besitzen drei deutliche Längskiele. Die Zwischenräume zwischen den Kielen sind grob gerunzelt, wobei die unregelmäßigen Runzeln dieselbe Höhe wie die Kiele erreichen können. Die Hinterflügel sind etwa 1,4 Zentimeter lang, die Art ist, wie die meisten Aasfresser, flugfähig. Der Kopf, die Antennen und die Körperunterseite sind schwarz. In seinem natürlichen Verbreitungsgebiet gibt es keine ähnlichen Arten.

### Larven
Die Larven sind langgestreckt, abgeflacht (als „asselförmig“ umschrieben) und schwarz gefärbt. Die Urogomphi, zwei Fortsätze am Hinterende, sind relativ kurz, kaum länger als das zehnte Hinterleibssegment, und zweigliedrig. Die Antennen sind relativ kurz und bestehen aus drei Segmenten, deren zweites und drittes etwa gleich lang sind. Das zweite Antennensegment trägt eine auffallende Gruppe aus drei Sinnesfeldern.

## Vorkommen
Die Tiere kommen in der Nearktis in weiten Teilen des östlichen Nordamerikas von Nova Scotia (Kanada) im Norden, südlich bis nach Florida, vor. Die Westgrenze der Verbreitung verläuft durch Manitoba und das östliche Texas. Die Art ist in ihrem Verbreitungsgebiet häufig und in vielen Regionen einer der häufigsten Aaskäfer. Die Art bevorzugt relativ kühle, feuchte Lebensräume wie Wälder und Sümpfe.

## Lebensweise

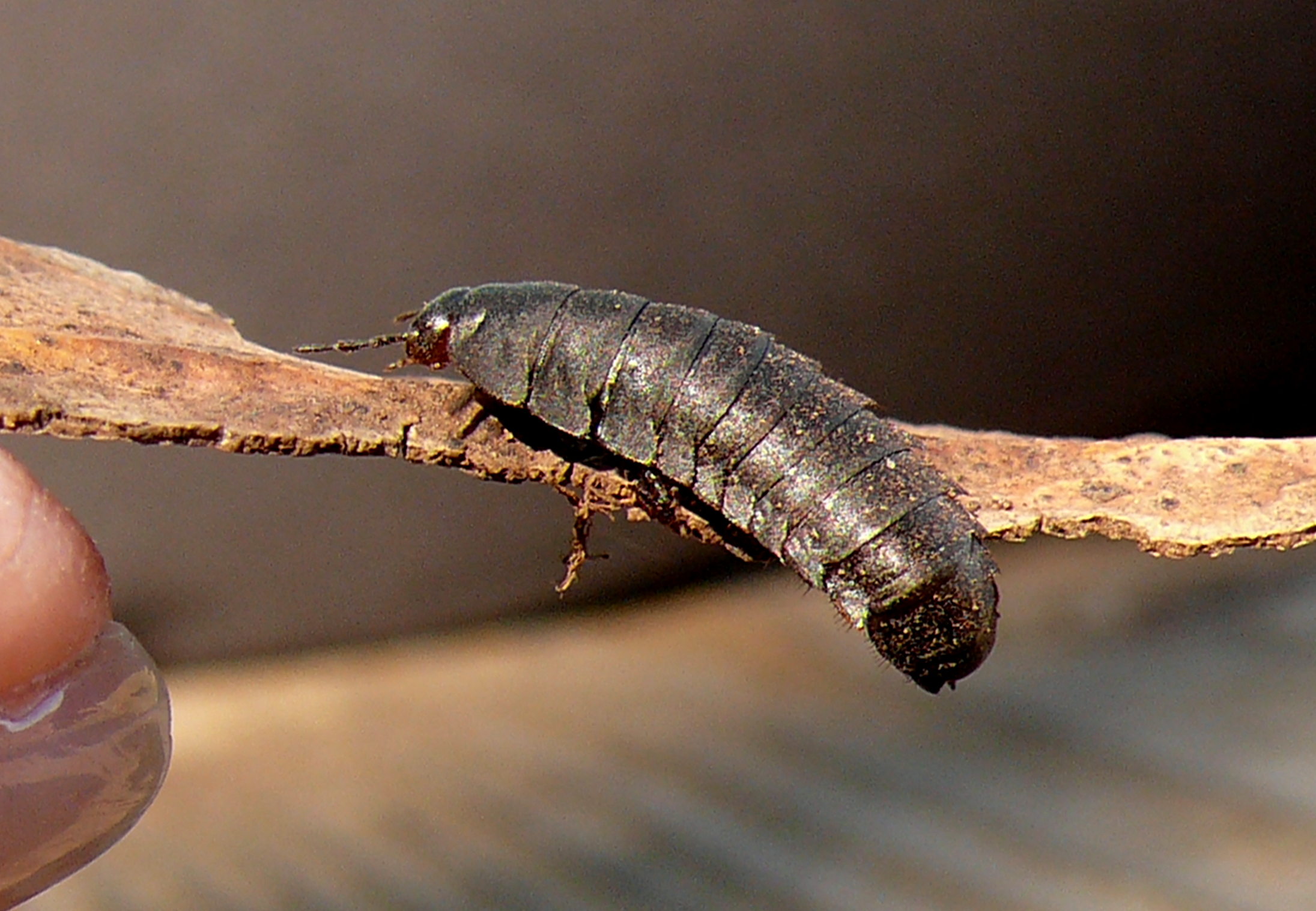
Larve

Käfer und Larven sind Aasfresser, die Imagines ernähren sich darüber hinaus teilweise räuberisch von an Aas lebenden Fliegenmaden. Die Larven fressen vor allem an den trockenen Sehnen und Häuten älterer Leichen, nachdem der größte Teil des weichen Gewebes bereits verwest oder von anderen Assfressern verwertet worden ist. Die Art ist überwiegend tagaktiv (diurnal). Die Larven entwickeln sich etwa von Ende Mai bis Mitte Juli, frisch umgewandelte Käfer sind im Juli und August zu beobachten. Später suchen sie Schlupfwinkel auf, wo sie überwintern; sie sind im darauffolgenden Frühjahr wieder aktiv (eine Generation pro Jahr, univoltin). Die Entwicklung vom Ei bis zur Imago dauert etwa 10 bis 12 Wochen.

## Mimikry
Die Imagines ähneln im Flug der Kuckuckshummel Bombus ( Psithyrus) ashtoni und sind durch diese Ähnlichkeit möglicherweise gegenüber Prädation durch Vögel geschützt (Bates’sche Mimikry).

## Taxonomie und Systematik
Die Art wurde von Carl von Linné 1758 als Silpha americana beschrieben, sie ist Typusart der Gattung Necrophila Kirby & Spence. Die Gattung Necrophila umfasst ungefähr 20 Arten, mit Verbreitungsschwerpunkt in Ostasien. Necrophila americana ist die einzige amerikanische Art. Es ist die einzige Art der Untergattung Necrophila, die Untergattungen Deutosilpha, Calosilpha, Chrysosilpha und Eusilpha sind rein asiatisch. Nach einer phylogenomischen Analyse (anhand des Vergleichs homologer DNA-Sequenzen) kamen Hiroshi Ikeda und Kollegen zu dem Ergebnis, dass die Art Schwestergruppe aller anderen Arten der Gattung zusammengenommen ist (wobei allerdings noch nicht alle getestet wurden).

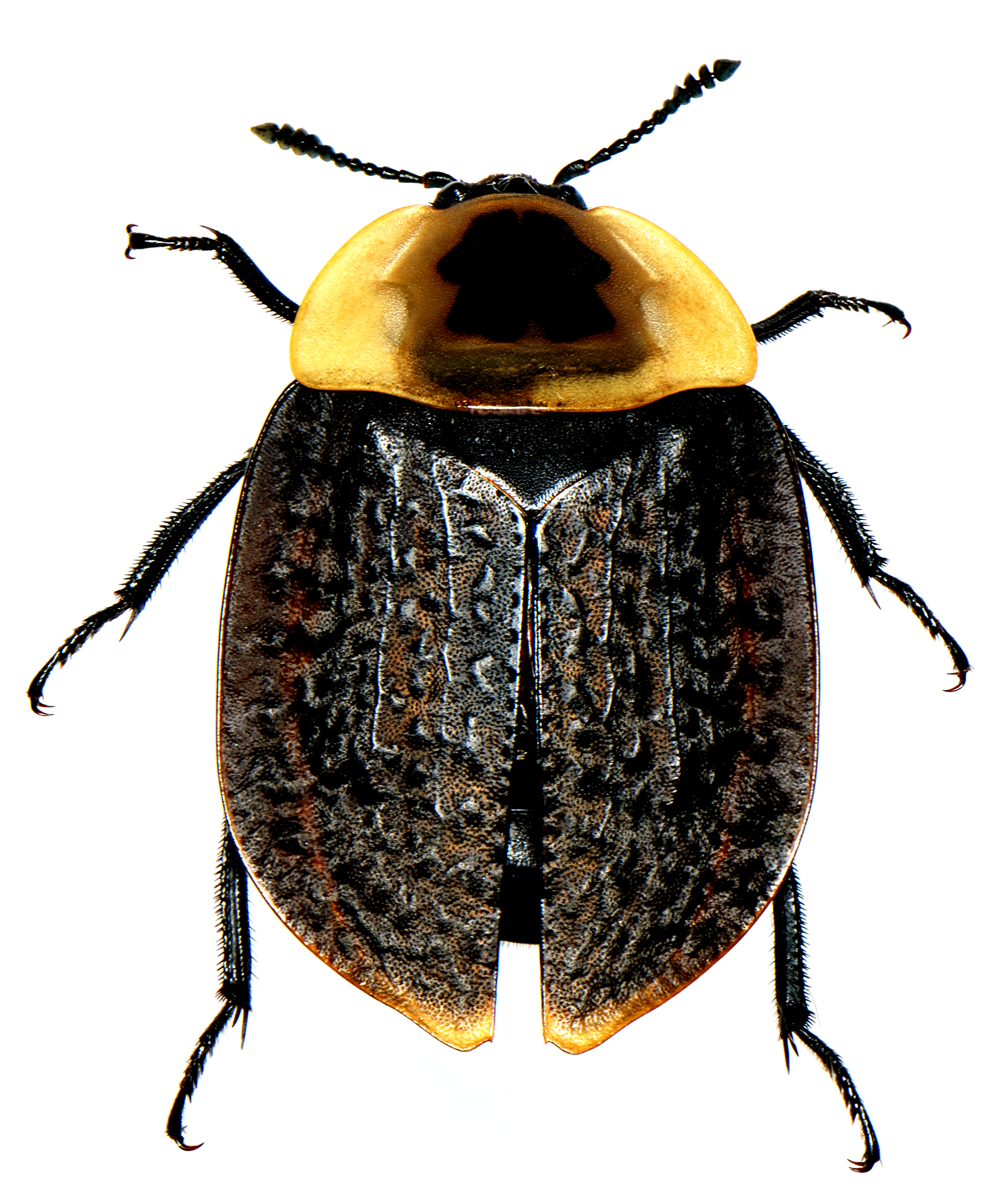
Weibchen des Amerikanischen Aaskäfers mit gelben Spitzen der Flügeldecken